# Tashelgita
La tashelgita és un mineral de la classe dels òxids. Rep el nom pel riu Tashelga, a Rússia, la seva localitat tipus.

## Característiques
La tashelgita és un òxid de fórmula química CaMgFe2+Al9O16(OH). Va ser aprovada com a espècie vàlida per l'Associació Mineralògica Internacional l'any 2010. Cristal·litza en el sistema monoclínic. La seva duresa a l'escala de Mohs és 7,5.
Segons la classificació de Nickel-Strunz, la tashelgita pertany a «04.FG - Hidròxids (sense V o U), amb OH, sense H₂O; sense classificar» juntament amb els següents minerals: janggunita, cesarolita i kimrobinsonita.
L'exemplar que va servir per a determinar l'espècie, el que es coneix com a material tipus, es troba conservat a les col·leccions del Museu Mineralògic Fersmann, de l'Acadèmia de Ciències de Rússia, a Moscou (Rússia), amb el número de registre: 3983/1.

## Formació i jaciments
Va ser descoberta al riu Tashelga, a la regió de Gornaya Shoria, dins l'óblast de Kémerovo (Rússia), on es troba en forma de cristalls allargats, entre prismàtics i aciculars, i lleugerament aplanats. Aquest indret a Rússia és l'únic a tot el planeta on ha estat descrita aquesta espècie mineral.